# Тэцубин
Тэцубин (яп. 鉄瓶) — разновидность японского чугунного чайника.

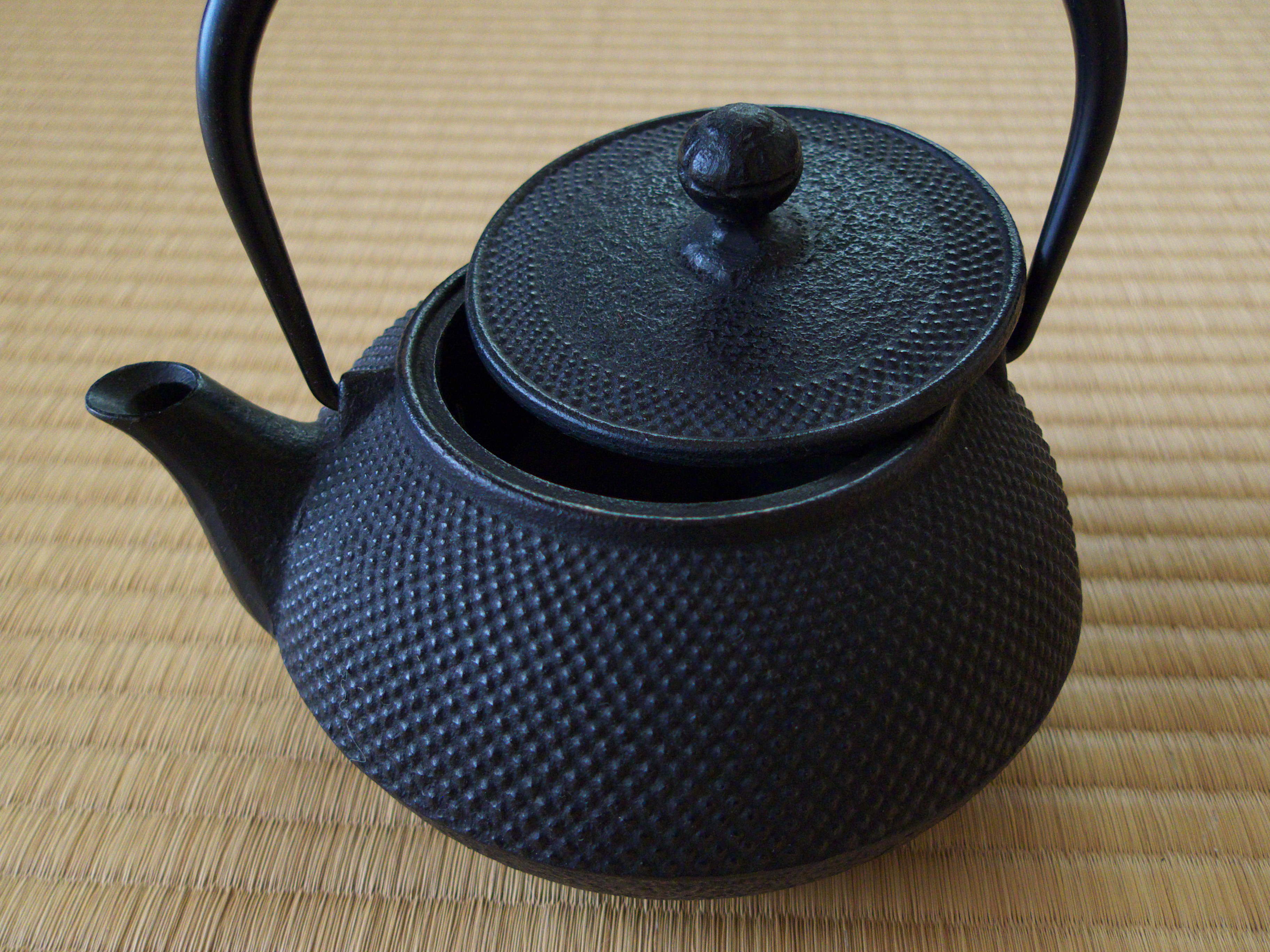
Тэцубин

Традиционно тэцубин греют над горящим углем. В японском искусстве чайной церемонии существует специальная переносная жаровня бинкакэ (瓶掛).
Тэцубин зачастую бывает снаружи искусно украшен рельефными узорами. Размеры и формы таких чайников могут сильно различаться, что делает их популярным предметом коллекционирования. Вместительность небольшого тэцубина может составлять 0,5 литра, в то время как большой может вмещать в себя до 5 литров жидкости.
Историческое происхождение тэцубина точно не установлено. По меньшей мере один авторитетный японский источник[кто?] утверждает, что тэцубин произошел от котелка под названием тэдоригама, который использовался в чайной церемонии ещё в эпоху Сэн-но Рикю. В XIX веке широко распространился чай, завариваемый непосредственно в чашке, из-за чего тэцубин стал символом статуса, нежели используемой в хозяйстве вещью.
Существует также вид относительно небольших чугунных горшков, похожих на тэцубин, но покрытых внутри эмалью. Они выполняли функции заварочного чайника. Их также называют кюсу (急須), однако кюсу чаще делают из керамики. Кроме того, кюсу обычно продается в комплекте с чайным ситечком.
Самыми известными производителями тэцубинов и кюсу являются префектуры Иватэ и Ямагата.

## История
Согласно одной из гипотез, рост популярности произошёл параллельно с сэнтя (сорт зелёного листового чая). Сэнтя прищёл в Японию из Китая примерно в середине 17 века. В отличие от порошкового зелёного чая маття, сэнтя приобрел популярность в 18 веке, и параллельно росла популярность тэцубина.
Форма тэцубина, скорее всего, не является самостоятельной, он похож на многие чайники своих времен. Среди подобных изделий наиболее близки к тэцубину можно назвать itedorikama, toyama, mizusosogi, dobin и yakkan. Самым близким является yakkan, который отличается только тем, что изготавливается не из чугуна, а из меди.